# Prinsenhof (Leuven)
Het Prinsenhof was de residentie (1743-1772) van de prinsen van Merode in de Vaartstraat in Leuven (België), ten tijde van de Oostenrijkse Nederlanden.

## Historiek
In 1743 kocht Filips Maximiliaan van Merode de woning van de familie Van Graeven in de Vaartstraat. Dit domein was gelegen naast het Luxemburgcollege. Filips liet er een ruime residentie oprichten met binnenkoer, dit alles in Lodewijk XV-stijl. De ingang aan de Vaartstraat was monumentaal. De residentie kreeg de naam 's Prinsen Hof. Filips en zijn echtgenote Marie Catherine Josephe van Merode verbleven er regelmatig met hun kinderen, tot zij definitief verhuisden naar hun residentie in Brussel (1771).
In 1772 verkocht Filips van Merode het Prinsenhof aan Joseph Everaerts. Deze laatste liet de binnenkoer volbouwen met kleine huisjes die hij vervolgens verhuurde. De huisjes alsook het pand van de prinsen van Merode werden, na de dood van Everaerts, goedkoop verhuurd. In 1886 brak er buiktyfus uit onder de bewoners. Het stadsbestuur sloot de site en onteigende alles. Het pand was verkrot en werd afgebroken, met uitzondering van de ingangspoort.

### Poort
Kanunnik Armand Thiéry liet de poort van het Prinsenhof heropbouwen in de tuin van de Sint-Geertrui-abdij in Leuven (circa 1900). Deze voormalige abdij ligt twee straten verder. Thiéry noemde het deel van de tuin met de ingangspoort, het Prinsenhof. In 1945 vernielde een brand grotendeels de poort.

### Electriciteitsnet
De electriciteitsmaatschappij van Leuven, de Société d'Electricité de Louvain, richtte op het terrein van het Prinsenhof een station in voor stroomverdeling (circa 1900). Er kwamen burelen en magazijnen bij, die volledig ommuurd werden. In de 2e helft van de 20e eeuw werd de site opnieuw afgesmeten. Het voormalige Prinsenhof kwam in privé-handen.